# Kondo-Modell
Das Kondo-Modell – auch s-d-Modell genannt – ist ein mathematisches Modell zur Beschreibung des elektrischen Widerstandes in Metallen mit magnetischen Störstellen – dem sogenannten Kondo-Effekt (das anomale Ansteigen des Widerstandes bei sehr tiefen Temperaturen).
In diesem vereinfachten Modell werden die stromerzeugenden Elektronen als freie Elektronen im Leitungsband (s-Band) modelliert. Die magnetischen Störstellen am Platz i im Kristallgitter werden als lokalisierte Spins angenommen, welche über eine (anti-)magnetische Spin-Spin-Wechselwirkung an die Leitungsbandelektronen gekoppelt sind. Die Modellierung der magnetischen Störstellen als lokalisierte Spins beruht auf der Annahme, dass die Elektronen in den d-Orbitale der magnetischen Störstellen stark lokalisiert sind. Diese s-d-Wechselwirkung wurde zuerst 1951 von Clarence Melvin Zener beschrieben. Kasuya quantifizierte dieses Modell 1956 und stellte den zugehörigen Hamiltonian auf. 1964 behandelte Jun Kondo dieses Modell mittels Störungstheorie 3. Ordnung und berechnete damit den elektrischen Widerstand. Das berechnete Verhalten des elektrischen Widerstandes zeigte qualitativ den experimentell gefundenen Kondo-Effekt.

## Mathematische Beschreibung
Das Kondo-Modell kann mit dem folgenden Hamiltonian beschrieben werden:
{\displaystyle {\begin{aligned}H_{\text{Kondo}}&=H_{0}+H_{J}\\H_{0}&=\sum _{{\vec {k}},\sigma }\epsilon ({\vec {k}})c_{{\vec {k}},\sigma }^{\dagger }c_{{\vec {k}},\sigma }\\H_{J}&=-{\frac {J}{N}}\sum _{n{\vec {k}}{\vec {k}}'}\exp(i({\vec {k}}-{\vec {k}}'){\vec {R}}_{n}){\vec {s}}_{\vec {k}}{\vec {S}}_{n}\end{aligned}}}
Hierbei beschreibt {\displaystyle H_{0}} die Leitungsbandelektronen im s-Band mit Dispersions-Relation {\displaystyle \epsilon ({\vec {k}})}.
{\displaystyle H_{J}} beschreibt die Wechselwirkung der magnetischen Störstellen – beschrieben über die lokalisierten Spins {\displaystyle {\vec {S}}_{n}} am Platz {\displaystyle {\vec {R}}_{n}} mit den Leitungsbandelektronen. Die Wechselwirkung ist dabei eine reine Spin-Spin-Wechselwirkung mit den Spins {\displaystyle {\vec {s}}_{\vec {k}}} der Leitungsbandelektronen, welche je nach Vorzeichen von {\displaystyle J} ferromagnetisch oder anti-ferromagnetisch sein kann.

## Ergebnisse der Störungstheorie
Das Kondo-Modell weist bei anti-ferromagnetischer Kopplung (negatives J) in Störungstheorie 3. Ordnung einen logarithmischen Term im elektrischen Widerstand auf.
{\displaystyle {\begin{aligned}\rho _{\text{Kondo}}(T)\propto J/\epsilon _{f}\log T\end{aligned}}}
Hierbei ist {\displaystyle \epsilon _{f}} die Fermi-Energie.
Dieser logarithmische Term führt also zu einem Anstieg des Widerstandes bei tiefen Temperaturen und kann damit die experimentellen Daten erklären. Allerdings divergiert dieser Term für {\displaystyle T=0}, was ein unphysikalisches Verhalten beschreibt. Diese Divergenz ist als Kondo-Problem bekannt.